# Flórián Urbán
Flórián Urbán (ur. 29 lipca 1968 w Budapeszcie) – węgierski piłkarz występujący na pozycji obrońcy lub pomocnika, 40-krotny reprezentant Węgier, trener piłkarski.

## Kariera klubowa
Wychowanek amatorskiego klubu Duna Cipő. Profesjonalną karierę rozpoczął jako gracz Volán FC. 18 sierpnia 1990 roku zadebiutował w Nemzeti Bajnokság I w meczu przeciwko Szeged SC (0:1). Sezon 1990/91 zakończył się degradacją Volán FC do Nemzeti Bajnokság II. W dalszej części kariery występował w Győri ETO FC, Újpest FC, Szeged LC, Dunakeszi VSE, Zalaegerszegi TE FC, klubach belgijskich: KSV Waregem, KV Mechelen, Germinal Ekeren, RSC Anderlecht, Eendracht Aalst oraz serbskim FK Spartak Subotica. Karierę zakończył w 2004 roku będąc zawodnikiem Újpest FC.
Największe sukcesy w karierze klubowej odniósł jako piłkarz Zalaegerszegi TE FC, z którym w sezonie 2001/02 zdobył mistrzostwo Węgier oraz jako gracz Germinalu Ekeren, z którym wywalczył Puchar Belgii za sezon 1996/97. Ogółem w Nemzeti Bajnokság I rozegrał on 196 spotkań i zdobył 35 goli, natomiast w Eerste klasse zaliczył 154 mecze zdobywając 31 bramek.

## Kariera reprezentacyjna
9 października 1991 roku zadebiutował w reprezentacji Węgier w przegranym 0:2 towarzyskim meczu przeciwko Belgii. W latach 1996–1997 pełnił funkcję kapitana drużyny. Ogółem w latach 1991–2003 rozegrał w reprezentacji 40 spotkań i zdobył 4 gole w meczach z Irlandią (1993), Zjednoczonymi Emiratami Arabskimi, Azerbejdżanem (1996) oraz Maltą (1997).

## Kariera trenerska
W styczniu 2004 roku zatrudniono go na stanowisku trenera Rákospalotai EAC. W 2005 roku awansował on z klubem do Nemzeti Bajnokság I. W sezonie 2005/06 Rákospalotai EAC zajęło w węgierskiej ekstraklasie 14. lokatę, 1 punkt powyżej miejsca spadkowego. W sierpniu 2006 roku, po zdobyciu 1 punktu w czterech pierwszych spotkaniach sezonu 2006/07, władze klubu rozwiązały z nim umowę za porozumieniem stron. W 2007 roku Urbán objął stanowisko trenera FC Felcsút. W grudniu 2007 roku po przejęciu klubu przez nowy zarząd zwolniono cały sztab szkoleniowy.
W marcu 2008 roku Urbán zastąpił Józsefa Kipricha na stanowisku trenera klubu Lombard Pápa TFC. We wrześniu tego samego roku zwolniono go ze względu na niesatysfakcjonujące wyniki zespołu. W latach 2010–2011 pełnił funkcję grającego szkoleniowca i działacza w IV-ligowym klubie Újhartyán ISE. W połowie 2011 roku rozpoczął pracę jako dyrektor sportowy Vasas SC. W styczniu 2012 roku, po zwolnieniu Marijana Vlaka, mianowano go pierwszym trenerem zespołu. Po trzech miesiącach władze Vasasu ogłosiły rozwiązanie umowy z Urbánem i ponowne zatrudnienie Vlaka.
W latach 2012–2015 Flórián Urbán prowadził IV-ligowe kluby Csomád CSF oraz Vecsési FC.

## Sukcesy
Germinal Ekeren
- Puchar Belgii (1996/97)

Zalaegerszegi TE FC
- mistrzostwo Węgier (2001/02)